# Scolopia
Scolopia es un género con 43 especies de plantas descritas y 9 aceptadas, perteneciente a la familia Salicaceae.

## Taxonomía
Scolopia fue descrito por Johann Christian Daniel von Schreber y publicado en Genera Plantarum 1: 335, en el año 1789. La especie tipo es: Scolopia pusilla (Gaertn.) Willd.

## Especies aceptadas
- Scolopia braunii
- Scolopia buxifolia Gagnep.
- Scolopia chinensis (Lour.) Clos
- Scolopia erythrocarpa H.Perrier
- Scolopia lucida Wall. ex Kurz
- Scolopia oldhamii Hance
- Scolopia oreophila Killick
- Scolopia pusilla (Gaertn.) Willd.
- Scolopia saeva (Hance) Hance
- Scolopia zeyheri (Nees) Szyszyl.